# 447
Năm 447 là một năm trong lịch Julius.